# Stephenson 2-18
Pour les articles homonymes, voir Stephenson.
Désignations
Stephenson 2-18 (St2-18), également connue sous le nom de Stephenson 2 DFK 1 ou RSGC2-18, est une étoile supergéante rouge de la constellation de l'Écu de Sobieski. Elle se trouve près de l'amas ouvert Stephenson 2 (en), situé à environ 6 000 parsecs (20 000 années-lumière) de la Terre.
Elle occupe la 1re place dans la liste des plus grandes étoiles connues, en faisant ainsi l’étoile la plus grande jamais découverte. Elle est l'une des supergéantes rouges les plus lumineuses, avec un rayon estimé à environ 2 150 fois celui du Soleil, ce qui correspond à un volume environ 10 milliards de fois plus grand que celui du Soleil. Si elle était placée au centre du Système solaire, sa photosphère dépasserait l'orbite de Saturne.

## Historique des observations

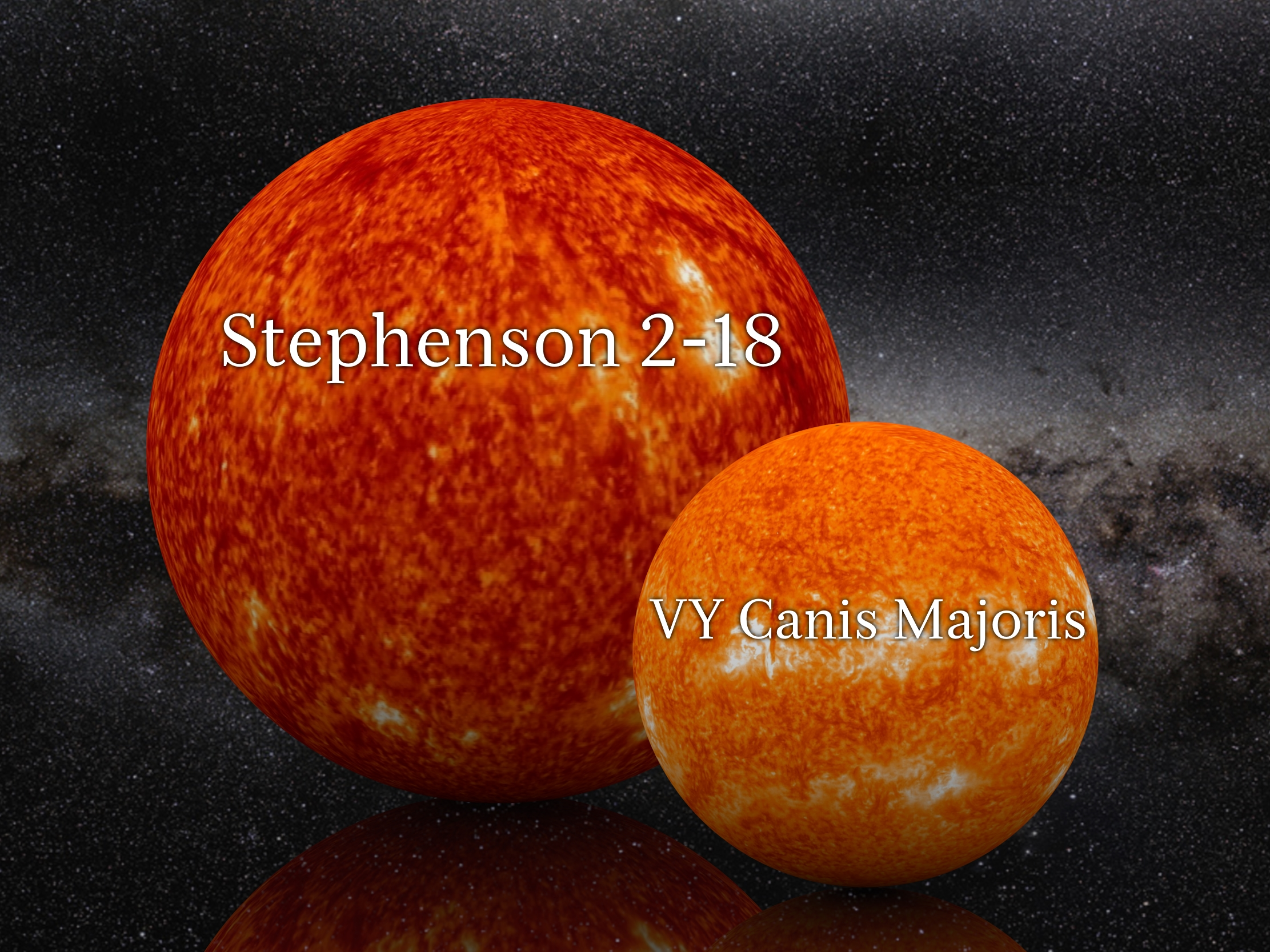
Comparaison de Stephenson 2-18 et VY Canis Majoris.

Taille de Stephenson 2-18 comparée à celle du Soleil. Le Soleil n'est qu'un petit disque jaune visible, en agrandissant l'image, au-dessus du « l » central de son nom.

L'amas ouvert Stephenson 2 (en) fut découvert par l'astronome américain Charles Bruce Stephenson (en) en 1990 dans les données obtenues par une étude infrarouge,. Également connu sous la désignation RSGC2, il s'agit d'un des nombreux amas ouverts massifs de l'Écu de Sobieski, chacun contenant plusieurs supergéantes rouges.
L'étoile la plus brillante de la région de l'amas a reçu l'identifiant « 1 » lors de la première analyse[Par qui ?] des propriétés des membres de l'amas. Cependant, elle n'a pas été considérée comme un membre de Stephenson 2 en raison de sa position éloignée, de sa luminosité anormalement élevée et de son mouvement propre légèrement atypique[pas clair]. Dans une étude ultérieure[Laquelle ?], la même étoile reçoit le numéro 18 et est assignée à un groupe d'étoiles éloignées appelé Stephenson 2 SW, supposé être à une distance similaire[pas clair] de l'amas central. La désignation St2-18 (abréviation de Stephenson 2-18) est souvent utilisée pour l'étoile, suivant la numérotation de Deguchi (2010). Pour éviter toute confusion liée à l'utilisation du même numéro pour différentes étoiles et de différents numéros pour la même étoile, les désignations de Davis (2007) reçoivent souvent le préfixe DFK ou D, par exemple Stephenson 2 DFK 1.

## Propriétés physiques
St 2-18 présente les propriétés d'une supergéante rouge extrême de haute luminosité, avec un type spectral M6, ce qui est inhabituel pour une étoile supergéante. Cela le place dans le coin supérieur droit du diagramme de Hertzsprung-Russell. St 2-18 est proche de la limite de la luminosité possible pour une supergéante rouge.
Un calcul pour trouver la luminosité en ajustant la distribution spectrale d'énergie (SED) donne à l'étoile une luminosité de près de 440 000 L (luminosité du Soleil), avec une température effective de 3 200 K, ce qui correspond à un très grand rayon de 2 150 rayons solaires,. Un calcul alternatif mais plus ancien (2010), en supposant toujours l'appartenance au cluster Stephenson 2, lui donne une luminosité beaucoup plus faible et relativement modeste de 90 000 L.